# Полицейский роман

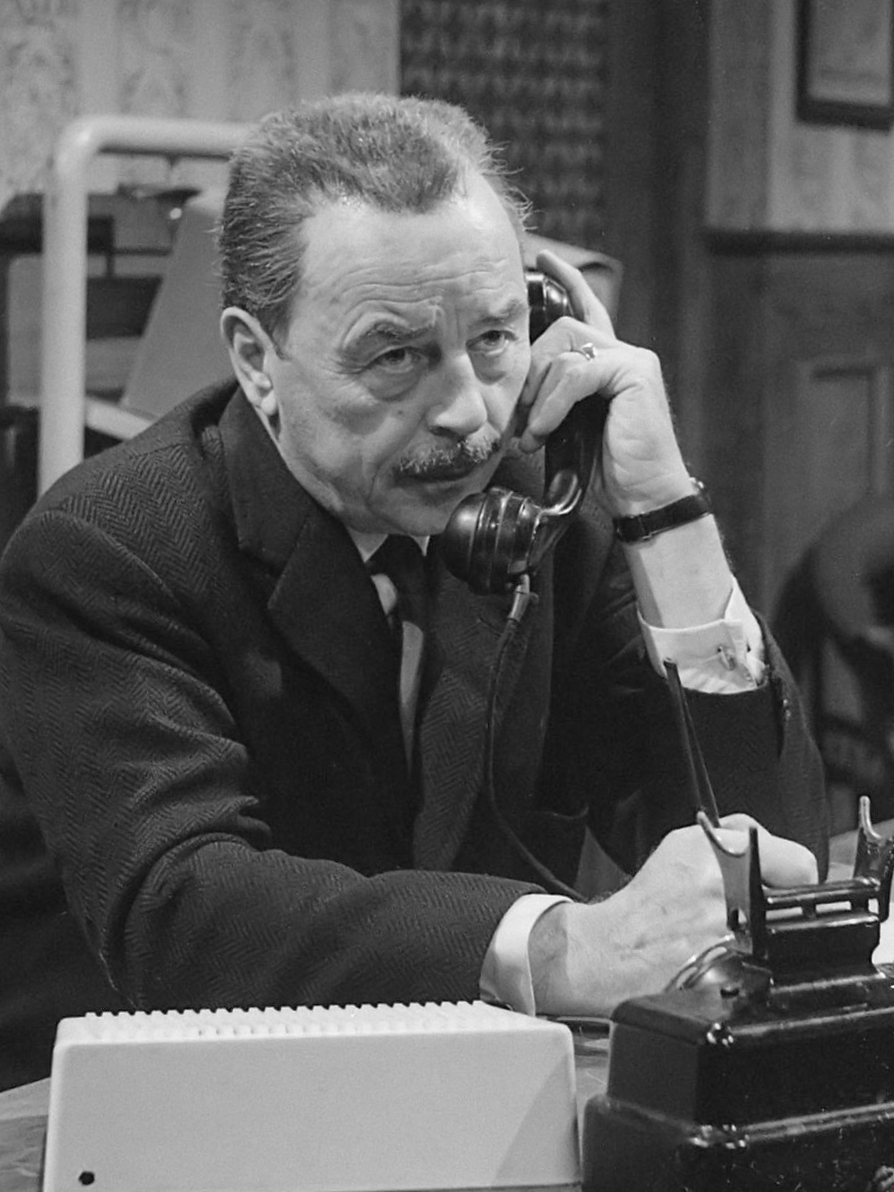
Телингс, Ян в роли Комиссара Мегрэ, 1966 год

Полицейский роман (англ. police novel, также англ. police procedural, полицейский детектив, в СССР и некоторых странах бывшего соцлагеря — милицейский детектив) — жанр литературного произведения, лежащий на стыке детектива и производственного романа.

## Особенности жанра
В полицейских романах, как правило, отсутствует многоуровневая дедукция, в отличие от классического детектива герой которого (независимо от профессии) — одиночка, оружие которого — наблюдательность, аналитические способности и жизненный опыт («маленькие серые клеточки» Эркюля Пуаро), сыщик из «полицейского детектива» — часть системы правоохранительных органов.
Герой полицейского романа как правило достаточно зауряден, он обычный работник розыска и не претендует на гениальность. В отличие от классического детектива, здесь часто изображается его личная жизнь (нередко — не лучшие её стороны, такие как алкоголизм, измены супруге и развод, и т. д.), при этом какие-то её эпизоды могут так или иначе пересекаться с криминальным сюжетом книги.
Отдельная разновидность полицейского романа — судебно-медицинский триллер (англ. forensic pathologist procedural). В этом поджанре работают, в частности, Патрисия Корнуэлл и Кэти Райх. Сохраняя характерную для производственного романа реалистичность полицейской процедуры, благодаря смещению фокуса на работу судмедэкспертов (и, в более широкой трактовке жанра — экспертов-криминалистов вообще) произведения этого жанра во многом возрождают традиции классического детектива: раскрытие преступления в исполнении учёных-экспертов, а не полицейских, снова становится прежде всего решением интеллектуальной задачи.

## Предыстория

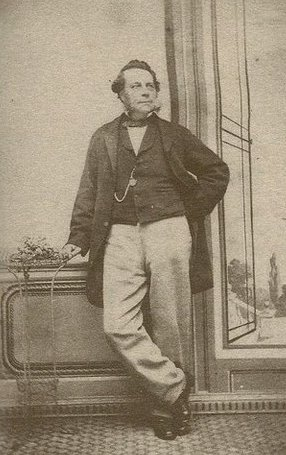
Инспектор Джек Уичер (1814—1881) — прототип Сержанта Каффа из романа Уилки Коллинза

В числе предшественников полицейского романа можно назвать ещё «Лунный камень» (1868) — знаменитый роман Уилки Коллинза, в котором сыщик из Скотленд-Ярда расследует пропажу ценного бриллианта. Прототипом сыщика Каффа послужил реальный полицейский — сержант Джонатан Уичер.
Во Франции, параллельно с Коллинзом, Эмиль Габорио пишет свои романы об агенте сыскной полиции Лекоке. Прототипом Лекока послужил Эжен Франсуа Видок — создатель французской уголовной полиции и уголовного розыска как такового, оставивший после себя автобиографические «Записки». Именно Габорио, а вслед за ним — Жоржа Сименона — автора серии романов о комиссаре Мегрэ, начатой на рубеже 1920—1930 годов, критики считают авторами, заложившими фундамент жанра полицейского романа.
Сам термин «полицейский роман» пришёл в английский и русский языки из французского. Хотя французский термин Roman policier в современной французской литературе понимается достаточно широко, являясь, фактически, синонимом криминального романа вообще, романы о Мегрэ по большей части вполне вписываются в устоявшиеся за пределами Франции современные рамки «полицейского» жанра, хотя, в сравнении с современным «процедуралом» Сименон зачастую больше концентрируется на личности Мегрэ, чем на коллективной полицейской работе.
Что до англоамериканского криминального жанра, то в отличие от Франции, в романах написанных до Второй мировой войны, полицейские играют второстепенную роль. Изредка главные герои довоенных детективов служили в полиции, но при этом они оставались не слишком скованными буквой закона одиночками и от частных сыщиков поведением почти не отличались.

## Возникновение жанра в США

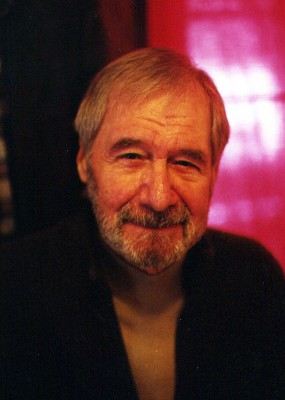
Эд Макбейн (1926—2005) — писатель, стоявший у истоков американского полицейского романа (фото 2001 года)

Как отмечают критики, первым по настоящему полицейским романом в Соединённых Штатах стала книга Лоуренса Трита 1945 года V as in Victim. Нередко цитируют ведущего книжного обозрения The New York Times Энтони Бучера, именно так определившего это произведение.
Герои этого романа — двое нью-йоркских полицейских Митч Тейлор и Джуб Фримен. Джуб «унаследовал» свою фамилию от умершего в 1943 году британского писателя-детективщика Ричарда Остина Фримана и ведёт себя подобно сыщикам-интеллектуалам из классических детективов, однако его напарник Митч — представляет уже другой, куда более реалистичный типаж полицейского.
Хотя Митч Тейлор для автора был скорее экспериментом в рамках традиций довоенного детектива, закончившаяся Вторая мировая война меняет отношение американского общества к насилию и полиции. Начиная с 1950-х годов полицейский детектив в США начинает вытеснять крутой детектив (который, в свою очередь, подвинул в 1920-е со своих позиций детектив классический). Так в 1952 году Хиллари Уо написал роман «Last Seen Wearing» (с англ. — «В последний раз она носила»), который он уже сознательно позиционирует как реалистичное произведение о полицейском расследовании. Переход от классического детектива к крутому, а от крутого — к полицейскому являются вехами эволюции криминально-детективного жанра от романтизма к реализму.
Одним из самых популярных авторов полицейского романа стал Эд Макбейн (1926—2005), создавший серию романов о 87-м полицейском участке. Первый роман этой серии, озаглавленный «Ненавидящий полицейских» (Cop Hater), появился в 1956 году. Именно эта серия сделала полицейский роман по настоящему популярным в Соединённых Штатах жанром.

## В СССР и России

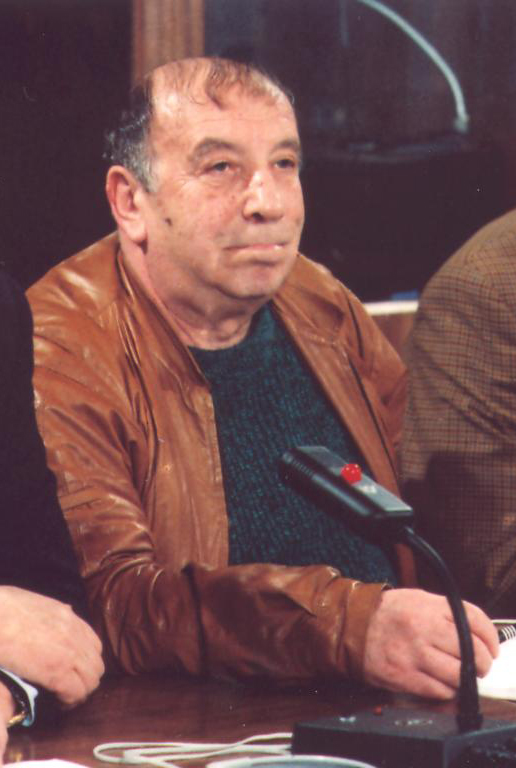
Аркадий Вайнер (1931—2005) — один из классиков советского «милицейского детектива»

«Советский детектив» всегда тяготел скорее к производственному полицейскому (точнее «милицейскому») роману, чем к собственно детективу, унаследовав многие особенности французского полицейского романа. К этому жанру относится и такие классические для советского детектива произведения, как «Дело „пёстрых“» Аркадия Адамова (1956), «Петровка, 38» Юлиана Семёнова (1963) (и его экранизация), «Деревенский детектив» Виля Липатова (1968) и поставленные по нему фильмы об Анискине, «Эра милосердия» братьев Вайнеров (1975), фильм «Золотая мина» (1977), телесериал «Следствие ведут ЗнаТоКи» (1971—1989) и др.
Производственным романом о милиции в чистом виде являются и произведения Андрея Кивинова, положившие начало телесериалу «Менты». К этому же жанру по большей части относится и цикл Александры Марининой о следователе Каменской и многие другие произведения детективного жанра, написанные в постсоветской России..
Если детективный роман, часто, больше концентрируется на личности преступника, а сыщик-детектив представляется персоной полностью сформировавшейся, статически-идеальной, сыщик из полицейского романа — живой человек, работающий в коллективе коллег. В лучших образцах советского милицейского романа молодой следователь в ходе своей работы зачастую проходил проверку как на профессионализм, так и на свои человеческие качества, в них показан не только его профессиональный, но и личностный рост.

## В Скандинавии

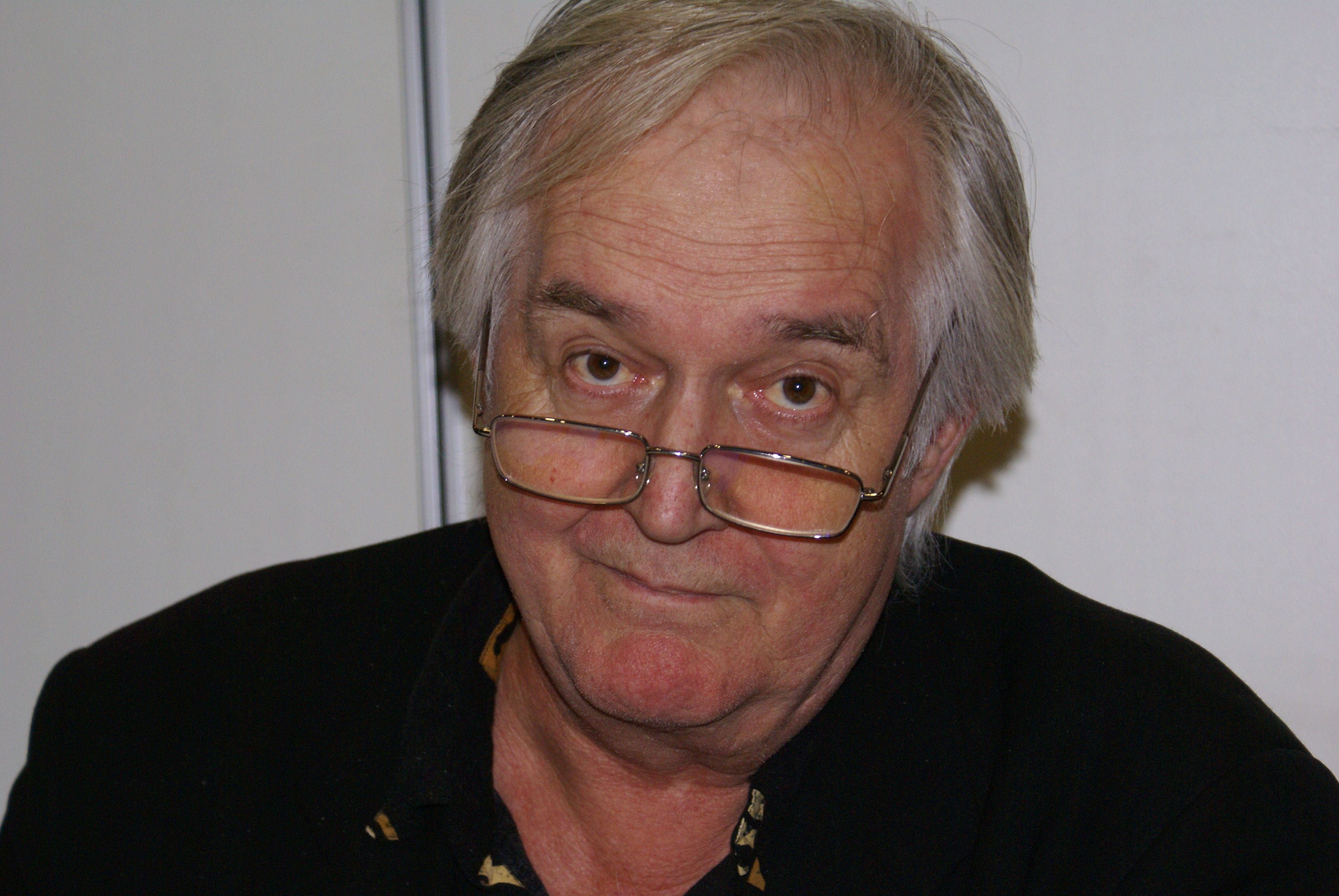
Хеннинг Манкель (1948—2015) — автор романов о Курте Валландере.

Скандинавский полицейский роман получил мировую известность благодаря серии из десяти книг о Мартине Беке, которые написали в 1965—1975 годах супруги Май Шёвалль и Пер Валё. Профессиональные журналисты, имевшие левые убеждения, вдохновлённые примером Эда Макбейна, они рассматривали романы о полицейских не просто как развлекательное чтение, но и как повод начать разговор о наболевших проблемах общества, считая преступление прежде всего следствием социальной напряжённости. Их книги стали не только блестящим образцом полицейского детектива, но и своего рода портретом Швеции 1960-х годов.
Традиции Шёвалль и Валё продолжил, в частности, Хеннинг Манкель своей серией романов об инспекторе Курте Валландере. Современный шведский детектив, получивший начиная со второй половины XX века признание во всём мире, отличается интересом к социальным проблемам, нередко показывает работу полиции изнутри, и, как отметила в 2016 году Елена Топильская, как и в России, в Швеции детективный жанр тяготеет к производственному роману, рассказывающему о буднях следствия.

## В фантастике
Всеми признаками полицейского романа нередко обладает «криминальная» составляющая фантастического детектива. Ярким примером такого произведения является роман Айзека Азимова «Стальные пещеры». Однако, как показывает в том числе этот пример, фантастика может вносить в детективный сюжет нехарактерную для криминального романа эпическую составляющую: вопросы, далеко выходящие за пределы, характерные для детективной беллетристики. Подобный выход за пределы жанра полицейского романа, при сохранении большинства его внешних признаков, нарочито обыгрывают братья Стругацкие в своём «Отеле „У погибшего альпиниста“».